# 南京大学医学院
南京大学医学院历史悠久，同时又是南京大学的新兴学院之一。前身是原国立中央大学医学院，1949年改名南京大学医学院并于三年后分出。1987年南京大学医学院复建，是全国综合性大学第一所医学院。不同于大陆大多数大学医学院，现南大医学院不是合并一所医科大学而成，因此规模相对较小。另外，不提供本科学士学位教育项目。

## 专业设置
南京大学医学院设设有基础医学、临床医学和口腔医学。
“普外科”为国家重点学科。 
- 硕士专业
  - 组织胚胎学
  - 细胞生物学
  - 微生物学和免疫学
  - 心血管病学
  - 消化系统病学
  - 肾病学
  - 影像医学与核医学
  - 普外科
  - 骨外科
  - 泌尿外科
  - 胸心外科
  - 肿瘤学
  - 口腔医学

另有生理学、内科、外科、口腔医学等类博士专业及博士后流动站。

## 附属医院
- 南京大学医学院附属鼓楼医院
- 南京大学医学院附属金陵医院（南京军区南京总医院，原为国立中央医院）
- 南京大学医学院附属南京口腔医院（原为中央卫生实验院牙症防治所，中央卫生实验院后改为中央卫生研究院、中国医学科学院）

## 学位设置
目前南大医学院是中国内地唯一只设医学硕士和博士专业、而不设本科专业的医学院。
南大医学院设有本硕博一贯连读模式的七年制医学硕士、八年制医学博士学位教育等项目。所谓“严师出高徒”，1952年前医学院为六年制医学学士专业设置，多成栋梁之才，提到“国立中央大学医学院学士”，往往令人肃然起敬。
跟医学院相关，南京大学生命科学学院生化系设生物化学国家重点学科，同时还有生理学、生物制药等相关学科。
南京大学其他医药类相关专业
- 南京中医药大学与南京大学生命科学院联合七年制中医学硕士专业
- 中国药科大学与南京大学生命科学院合办四年制生化药学强化班

## 历史概要
- 南京大学拥有开办医学科的悠久历史，在中国医学事业史上具有重要历史地位。
- 1927年8月，国立东南大学改为国立第四中山大学，江苏医科大学并入，在上海创办医学院，为中国第一所国立大学所建医学院。校名旋于1928年2月改为江苏大学，1928年5月定名国立中央大学，医学院为中大文、理、教、农、工、商、法、医八大学院之一。颜福庆担任医学院首任院长。当时中大医学院实行五年制医学博士学位教育。1932年，国立中央大学医学院独立为国立上海医学院。
- 1935年5月，国立中央大学在南京重建医学院，实行六年制医学学士学位教育。并同时创办附属国立牙医专科学校。当时和国立中央医院有密切关系，如中央大学医学院院长戚寿南兼任中央医院总医师。
- 1937年抗战爆发，中大西迁四川，本部设于重庆，医学院设在成都。
- 1938年，中央大学医学院和华西协和大学医学院、齐鲁大学医学院共同成立三大学联合医院，戚寿南任联合医院院长。
- 1941年，中大医学院在成都创办附属公立医院（抗战胜利后改为四川省立医院）。
- 1945年，王应睐回国担任生物化学教授，翌年成立生化研究所，郑集任所长。抗战胜利后，中大医学院迁回南京。1948年，蔡翘代理中大医学院院长职务。到1949年，国立中央大学医学院设医科、牙科、牙医专修科、护士师资专修科及高级医事检验职业科，另研究院设生理、公共卫生和生物化学学部。
- 1949年8月，校名由国立中央大学改为国立南京大学，1950年10月去掉国立两字成为南京大学，蔡翘担任南京大学医学院院长。
- 1952年12月，设有附属鼓楼医院的金陵大学并入南京大学。
- 1952年，南大医学院改作华东军医学院，1956年迁至西安成为第四军医大学。
- 1987年，南京大学复建医学院，鼓楼医院作为附属医院，开设七年制医学硕士专业；张祖暄担任医学院院长；吴阶平任顾问委员会主任委员，后任名誉院长。南大医学院是当时国内唯一的大学医学院。
- 2009年7月，依托南京市口腔医院（南京大学医学院附属口腔医院），成立南京大学医学院口腔医学院。

### 歷史相關親緣機構
- 第四軍醫大學
- 復旦大學上海醫學院（原上海醫科大學）
- 四川省人民醫院（前身中央大學醫學院附屬醫院）
- 成都市第三人民醫院（前身中央大學醫學院附屬醫院）
- 西京醫院（前身中央大學醫學院附屬醫院）
- 唐都医院（主要前身为中央大學醫學院附屬醫院）
- 第四軍醫大學口腔醫院（原中央大學牙症醫院）
- 上海中山醫院
- 上海華山醫院（原中央大學醫學院實習醫院）
- 重慶西南醫院（前身國立中央醫院）
- 廣東省人民醫院（前身國立中央醫院）

## 知名校友
- 林兆耆：内科学家、消化病专家，中国消化病科学的奠基人之一；曾任上海医学院医疗系系主任、附属中山医院院长等职。
- 钱惪：传染病学家；曾任上海医学院内科学院（附属华山医院）院长、重庆医学院院长等职。
- 盛彤笙：兽医学家，中国现代畜牧兽医事业的重要奠基人；曾任西北兽医学院院长等职。
- 凌敏猷：神经精神病学家，中国现代精神病学的重要创始人；曾任湘雅医学院院长等职。
- 陶国泰：儿童精神心理学家，被称为“中国儿童精神医学之父”；南京儿童精神卫生研究所所长、世界卫生组织儿童心理卫生合作中心主任。
- 张伯毅：国际著名病理学家、医学家；中央研究院院士。
- 张涤生：中国整形外科学奠基人、显微外科奠基人之一；曾任上海整复外科研究所所长等职，曾被推选为国际显微外科大会主席。
- 苏鸿熙：心血管外科学专家，中国心血管外科的重要创始人和开拓者。
- 牟善初：中国老年医学的创始人之一；曾任中央领导保健小组副组长、中南海保健办公室主任、解放军总医院名誉院长等职。
- 艾世勋：国际著名药理学家、临床麻醉学家；中央研究院院士。
- 丁光生：药理学家、编辑学的提倡人；他创办了《中国药理学报》和《新药与临床》杂志；曾研制了世界上治疗重金属中毒的首选药物，是西方国家仿制的第一个中国发明的现代新药。
- 史俊南：牙科专家，中国牙髓生物学的开拓者。
- 鲍薇青：美国著名心脏学家、儿科学家，儿童心脏病治疗先驱者；为美国国家总统科学勋章审查委员会第一位女委员，也是亚洲人和华人中的第一位委员。
- 叶根耀，中国放射医学临床专业的奠基人和开拓者之一。
- 郭加强：中国心脏外科主要创始人之一；曾任北京阜外医院院长等职。
- 孙曼霁：生化药理学家；中国军事医学科学院研究员，南京大学医药生物技术国家重点实验室学术委员会主任委员；中国科学院院士。
- 何凤生：中国职业神经病学奠基人；曾任中国职业卫生与中毒控制所所长、世界卫生组织职业卫生合作中心（北京）主任、亚洲职业卫生学会主席。